# ديك فان ديجيك
ديك فان ديجيك (بالهولندية: Dick van Dijk)‏ هو لاعب دارت هولندي، ولد في 20 مايو 1970 في لاهاي في هولندا.

## وصلات خارجية
- ديك فان ديجيك على موقع DartsDatabase.co.uk (الإنجليزية)